# Campionati europei di nuoto 2012 - Staffetta 4x200 metri stile libero femminile
La staffetta 4x100 m stile libero femminile degli Europei 2012 è stata disputata il 24 maggio 2012 e vi hanno partecipato 10 nazionali. Le batterie si sono svolte al mattino e la finale il pomeriggio dello stesso giorno.

## Podio
| Pos.    | Nazione  | Atlete                                                                                      |
| ------- | -------- | ------------------------------------------------------------------------------------------- |
| Oro     | Italia   | Alice Mizzau Alice Nesti Diletta Carli Federica Pellegrini Martina De Memme* Erica Buratto* |
| Argento | Ungheria | Zsuzsanna Jakabos Evelyn Verrasztó Ágnes Mutina Katinka Hosszú                              |
| Bronzo  | Slovenia | Mojca Sagmeister Urša Bežan Anja Klinar Sara Isaković                                       |

## Record
Prima della manifestazione il record del mondo (RM), il record europeo (EU) e il record dei campionati (RC) erano i seguenti.
| Record mondiale       | 7'42"08 | Cina          | 30 luglio 2009 Roma    |
| Record europeo        | 7'45"51 | Gran Bretagna | 30 luglio 2009 Roma    |
| Record dei campionati | 7'50"82 | Germania      | 3 agosto 2006 Budapest |

## Risultati

### Batterie
| Pos. | Nazione  | Atlete | Tempo   | Batteria | Corsia | Note |
| ---- | -------- | --- | ------- | -------- | ------ | ---- |
| 1    | Ungheria | Zsuzsanna Jakabos (1'58"53) Evelyn Verrasztó (2'03"33) Ágnes Mutina (2'01"35) Katinka Hosszú (2'02"62)                           | 8'05"83 | 1        | 5      | Q    |
| 2    | Slovenia | Mojca Sagmeister (2'04"55) Urša Bežan (2'01"40) Anja Klinar (1'59"93) Sara Isaković (2'00"22)                                    | 8'06"10 | 2        | 4      | Q    |
| 3    | Spagna   | Patricia Castro Ortega (1'59"31) Lydia Morant Varo (2'01"24) Judit Ignacio Sorribes (2'04"84) Mireia Belmonte García (2'01"00)   | 8'06"39 | 1        | 2      | Q    |
| 4    | Germania | Silke Lippok (1'58"83) Daniela Schreiber (2'01"02) Alexandra Wenk (2'04"32) Theresa Michalak (2'02"66)                           | 8'06"83 | 1        | 4      | Q    |
| 5    | Italia   | Martina De Memme (2'01"50) Alice Nesti (2'01"55) Diletta Carli (2'01"89) Erica Buratto (2'02"75)                                 | 8'07"69 | 2        | 6      | Q    |
| 6    | Austria  | Jördis Steinegger (2'01"93) Lisa Zaiser (2'00"99) Eva Chaves-Diaz (2'03"15) Uschi Halbreiner (2'02"73)                           | 8'08"80 | 1        | 3      | Q    |
| 7    | Irlanda  | Sycerika McMahon (2'02"21) Melanie Nocher (2'01"38) Nuala Murphy (2'06"63) Bethany Carson (2'03"08)                              | 8'13"30 | 2        | 2      | Q    |
| 8    | Ucraina  | Valeriya Podlesna (2'06"35) Darya Stepanyuk (2'04"03) Iryna Glavnyk (2'03"31) Ganna Dzerkal (2'03"64)                            | 8'17"33 | 2        | 5      | Q    |
| 9    | Islanda  | Eygló Ósk Gústafsdóttir (2'06.10) Eva Hannesdóttir (2'06"26) Jóhanna Gerða Gústafsdóttir (2'07"14) Sarah Blake Bateman (2'06"28) | 8'25"78 | 2        | 3      |      |
| 10   | Norvegia | Cecilie Johannessen (2'01"53) Veronica Orheim Bjørlykke (2'04"47) Susann Bjørnsen (2'08"81) Emilie Løvberg (2'11"54)             | 8'26"35 | 1        | 6      |      |

### Finale
| Pos.    | Nazione  | Atlete | Tempo   | Corsia | Note |
| ------- | -------- | --- | ------- | ------ | ---- |
| Oro     | Italia   | Alice Mizzau (1'58.67) Alice Nesti (1'59"50) Diletta Carli (1'59"40) Federica Pellegrini (1'55.33)        | 7'52"90 | 2      |      |
| Argento | Ungheria | Zsuzsanna Jakabos (1'58"43) Evelyn Verrasztó (1'59"02) Ágnes Mutina (1'58"52) Katinka Hosszú (1'58"73)    | 7'54"70 | 4      |      |
| Bronzo  | Slovenia | Sara Isaković (1'59"06) Anja Klinar (1'59"23) Urša Bežan (1'59"98) Mojca Sagmeister (2'01"46)             | 7'59"73 | 5      |      |
| 4       | Germania | Silke Lippok (1'57"77) Theresa Michalak (2'02"16) Alexandra Wenk (2'01"75) Daniela Schreiber (1'58"87)    | 8'00"55 | 6      |      |
| 5       | Austria  | Jördis Steinegger (2'02"41) Lisa Zaiser (2'00"81) Birgit Koschischek (2'02"90) Uschi Halbreiner (2'03"01) | 8'09"13 | 7      |      |
| 6       | Irlanda  | Sycerika McMahon (2'00"28) Melanie Nocher (2'00"02) Bethany Carson (2'02"94) Nuala Murphy (2'05"91)       | 8'09"15 | 1      |      |
| 7       | Ucraina  | Iryna Glavnyk (2'02"09) Ganna Dzerkal (2'05"03) Darya Stepanyuk (2'03"28) Daryna Zevina (2'01"04)         | 8'11"44 | 8      |      |
| -       | Spagna   | Melania Costa Schmid Patricia Castro Ortega Lydia Morant Varo Mireia Belmonte García                      | -       | 3      | DSQ  |